# Pararrhaptica trochilidanus
Pararrhaptica trochilidana là một loài bướm đêm thuộc họ Tortricidae. Nó là loài đặc hữu của Molokai.